# Hermann F. Sailer
Hermann F. Sailer (* 17. April 1943 in Erlangen) ist ein deutscher Mund-, Gesichts- und Kieferchirurg. Er leitet die Klinik Professor Sailer in Zürich und ist Gründer der Stiftung Cleft-Children International.

## Leben und wissenschaftlicher Werdegang
Sailer studierte von 1961 bis 1968 Medizin, von 1968 bis 1971 Zahnheilkunde an der Universität Erlangen und promovierte zum Doktor der Medizin und zum Doktor der Zahnheilkunde. Er absolvierte unter anderem Weiterbildungen in den Bereichen Innere Medizin, Gynäkologie, Chirurgie und Mund-Kiefer-Gesichtschirurgie (1970 unter Gerhard Steinhardt) und im Bereich der Chirurgie und Unfallchirurgie (1971/72 an der Universität Würzburg, unter Ernst Kern). Im Anschluss ging er nach Zürich an das dortige Universitätsspital (1972–76). Unter der Leitung von Hugo Obwegeser vervollständigte Sailer sein Wissen in der Abteilung für Kiefer- und Gesichtschirurgie. In der Folge wurde Sailer als Research Fellow Mitglied im Royal College of Surgeons of England. Er war in Boston, USA, unter der Leitung von R. Webster im Bereich der Facial Plastic Surgery tätig. 1980 hat sich Sailer habilitiert.
Ab 1985 war Sailer als Extraordinarius für Gesichts- und Kieferchirurgie am Universitätsspital Zürich tätig. Er wurde 1987 als ordentlicher Professor an der Klinik und Poliklinik für Gesichts- und Kieferchirurgie des Universitätsspitals Zürich, der Klinik für orale Chirurgie und orale Diagnose des Instituts für Zahnmedizin der Universität Zürich und der Abteilung für dento-maxillofaziale Radiologie berufen. Von 1989 bis 1994 war er Medizinischer Direktor des Instituts für Zahnmedizin der Universität Zürich. Auf den Gebieten der Mund-, Kiefer- und Gesichtschirurgie hat Sailer über 300 wissenschaftliche Arbeiten publiziert.
2001 gründete Sailer in Zürich die Klinik Professor Sailer innerhalb der Privatklinik Bethanien. Die Klinik ist auf dem Gebiet der ästhetischen Gesichts-, Kiefer- und Oralchirurgie tätig.

## Forschung
1983 beschrieb Sailer ein neues Operationsverfahren, bei dem gefriergetrockneter (lyophilisierter) Knorpel von Organspendern als Ersatzmaterial für patienteneigenen Knochen eingesetzt wird. Das Material habe sich seiner Aussage nach in den folgenden Jahrzehnten für Rekonstruktionen aller Art im Schädel-, Kiefer- und Gesichtsbereich bewährt..  Dem Patienten werden dadurch Zweitoperationen zur Entnahme von Knochen und Knorpel erspart Auch ganze gefriergetrocknete (lyophilisierte) menschliche Unterkiefer seien Patienten erfolgreich eingesetzt worden.
Als erster beschrieb Sailer 1989 das Setzen von zahnärztlichen Implantaten gleichzeitig mit der Rekonstruktion des atrophischen Oberkiefers.
In den Jahren 1992–2001 veröffentlichte Sailer zusammen mit seinen Mitarbeitern Edit Kolb und Franz Weber mehrere Arbeiten über die Herstellung und Anwendung von knochenerzeugenden Eiweißen (bone morphogenetic proteins). Diese Proteine sollen den Patienten eine eigene Knochenentnahme bei Rekonstruktion im Kiefer- und Gesichtsbereich ersparen.
Sailer und sein Team gehörten zu den ersten, die resorbierbare Osteosynthesematerialien entwickelten. Das aus resorbierbarem Milchsäurematerial bestehende Osteosynthesematerial wird zur Fixation von Knochenbrüchen als auch  zur Fixation von Knochen nach orthopädischen Eingriffen am Schädel und am Ober- und Unterkiefer eingesetzt. Das entwickelte Material kann sowohl im kalten Zustand gebogen als auch im erwärmten Zustand geformt werden. Da es sich nach programmierbaren Zeiten von allein auflöst, ist keine Entfernung in einer 2. Operation erforderlich, wie es bei der Osteosynthese mit Metallmaterial der Fall ist.
Seit den 1990er-Jahren befasst sich Sailer mit der Behandlung des obstruktiven Schlafapnoesyndroms. Er entwickelte die von ihm als bimaxillar counterclockwise rotation advancement bezeichnete Operationstechnik zur permanenten Erweiterung der oberen Atemwege. Dabei werden Ober- und Unterkiefer abgesägt und nach vorne und gegen den Urzeiger rotiert verschoben wieder befestigt. Sailer behauptet, diese Methode sei die einzige, die das obstruktive Schlafapnoesyndrom heilen könne. Sie führe durch das dauerhaft hohe Sauerstoff-Angebot zu einer "Verjüngung der Organe" und außerdem zu "höherer Attraktivität", da ein "Vorgesicht" geschaffen werde.
In Studien über die menschliche Physiognomie stellte Sailer 2006 die Theorie auf, dass sich in den 1930er- und 1940er-Jahren ein neues Schönheitsideal etabliert habe, nämlich das nach vorne gewachsene Gesicht, das er „Anteface“´("Vorgesicht"), in seiner noch extremeren Ausbildung „Hyperanteface“ nennt. Dieses spezielle Gesichtswachstum sei z. B. bei Topmodels, Schauspielerinnen und Schauspielern sowie Gewinnerinnen von Schönheitswettbewerben nachzuweisen.

## Stiftung Cleft-Children International
Im Jahr 2000 gründete Sailer die Stiftung „Cleft-Children International“ (CCI). Die Stiftung führt Zentren, in denen Kinder mit Lippen-Kiefer-Gaumenspalte kostenlos operiert werden. Der Schwerpunkt der Hilfe liegt in Indien, wo in Mangalore, Hyderabad, Chennai (Madras), Mumbai (Bombay) und Kolkata (Kalkutta) je ein Cleft-Zentrum (Partner-Klinik) unterhalten wird. Außerdem existiert auch ein Cleft-Zentrum in Lahore, Pakistan in Katmanda, Nepal. Cleft-Zentren wurden von Professor Sailer und seiner Ehefrau Dr. h. c. Erika Sailer auch im Niger (Afrika) in Niamey, Zinder und Diffa aufgebaut. Im Jahr 2009 wurde in Hyderabad sowie auch in Malakkara eine Schule für Cleft-Kinder gegründet, wo diese eine umfassende Ausbildung erhalten.
Im Jahr 2005 wurde in Deutschland die Cleft-Kinder-Hilfe Professor Hermann Sailer Stiftung gegründet, um die Arbeit der CCI unterstützen.

## Publikationen (Auswahl)
- Transplantation of Lyophilized Cartilage in Maxillofacial Surgery: Experimental Foundations and Clinical Success. Karger, Basel 1983.
- Hermann F. Sailer, G. Pajarola: Atlas der Oralen Chirurgie. Thieme, Stuttgart 1996 (Übersetzungen: italienisch 1997; spanisch 1997; englisch 1998, portugiesisch 1998, griechisch 2000, türkisch 2004).

## Ehrungen
- 1979: Martin-Waßmund Preis der Deutschen Gesellschaft für Mund-, Kiefer- und Gesichtschirurgie
- 1979 Wissenschaftliche Ehrung der Deutschen Gesellschaft für Zahnmedizin für die beste Publikation
- 1994: Doctor honoris causa, Universität Athen
- 1995: Doctor honoris causa, Universität Neapel
- 1996: Fellow of Dental Surgery of the Royal College of Surgeons of England (FDSRCS) h. c.
- 1996: Professur an der Scuola Internazionale di Odontoiatria, Universität Rom
- 1996: Mitglied der Deutschen Akademie der Naturforscher, Leopoldina
- 1996: President oft the European Association for Cranio-Maxillofacial Surgery (EACMFS), Zürich, Schweiz
- 1998: Mitglied der Schweizerischen Akademie der Medizinischen Wissenschaften
- 1999: Mitglied der Armenischen Akademie der Chirurgischen Wissenschaften
- 2000: Fellow of the Royal College of Surgeons of Edinburgh honoris causa
- 2000: President of the World Cleft Congress Cleft 2000 in Zürich, Schweiz
- 2003: Ehrenmitglied der Spanischen Gesellschaft OMS (1983–2006 16 weitere Ehrenmitgliedschaften)
- 2007: Doctor sc. honoris causa, Universität Chennai, Indien
- 2009: Doctor med. et pharm. honoris causa, Medizinische und Pharmazeutische Universität Victor Babeș, Timișoara, Rumänien
- 2012: Lifetime Achievement Award der International Cleft Lip and Palate Foundation (ICPF)[10]
- 2014: European CEO AWARDS für Klinik Professor Sailer für Best Private Healthcare Provider
- 2017 Verleihung Ehrendoktorwürde von Prof. Sailer, NITTE University, Mangalore, Indien
- 2021: Lifetime Achievement Award der European Awards in Medicine, Paris, Frankreich
- 2024 Ritter (Cavaliere di Merito) des konstantinischen St. Georgsordens